# Eumicremma carmelita
Eumicremma carmelita là một loài bướm đêm trong họ Erebidae.